# 1941年の朝日軍
1941年の朝日軍（1941ねんのあさひぐん）では、1941年シーズンの朝日軍の動向をまとめる。
この年の朝日軍は、竹内愛一選手兼任監督の1年目のシーズンである。前シーズン途中の9月、日米・日英関係の悪化から敵性語として英語を使用できなくなったことから、ライオン軍という名称を改称することを求められたのに対し、球団は「ライオンは日本語である」と抵抗を示したものの、このシーズンから「朝日軍」への改称を余儀なくされた。

## チーム成績

### レギュラーシーズン
| 順位 | 球団       | 勝利 | 敗戦 | 引分 | 勝率 | ゲーム差 |
| ---- | ---------- | ---- | ---- | ---- | ---- | -------- |
| 優勝 | 東京巨人軍 | 62   | 22   | 2    | .738 | -        |
| 2位  | 阪急軍     | 53   | 31   | 1    | .631 | 9.0      |
| 3位  | 大洋軍     | 47   | 37   | 3    | .560 | 15.0     |
| 4位  | 南海軍     | 43   | 41   | 0    | .512 | 19.0     |
| 5位  | 阪神軍     | 41   | 43   | 0    | .488 | 21.0     |
| 6位  | 名古屋軍   | 37   | 47   | 0    | .440 | 25.0     |
| 7位  | 黒鷲軍     | 28   | 56   | 1    | .333 | 34.0     |
| 8位  | 朝日軍     | 25   | 59   | 1    | .298 | 37.0     |

## できごと
前年首位打者を獲得した鬼頭数雄が南海に移籍した。また、投手陣では近藤久が前年で退団、菊矢吉男がシーズン序盤で応召したため、福士勇が孤軍奮闘することとなった。福士は、400イニング近く投げ、17勝28敗（28敗はシーズン最多）と踏ん張ったが、外野手の野村高義を急遽投手にコンバートするなどの投手不足であり、チームは2年連続の最下位となった。